# Pierre Lewden
Pierre Lewden, född 21 februari 1901 i Libourne i Gironde, död 29 april 1989, var en fransk friidrottare.
Lewden blev olympisk bronsmedaljör i höjdhopp vid sommarspelen 1924 i Paris.